# ヴィム・スライクハイス
ヴィム・スライクハイス (Willem Frederik ("Wim") Slijkhuis、1923年1月13日 - 2003年6月28日)は、第二次世界大戦をはさんで活躍したオランダの陸上競技選手。中距離種目を専門とし、1948年ロンドンオリンピックの銅メダリストである。

## 経歴
スライクハイスは、1939年から競技をはじめるも、国際大会にデビューしたのは第二次世界大戦後からであった。1946年のヨーロッパ選手権では5000mで銀メダルを獲得する。2年後の1948年ロンドンオリンピックではメダル候補に挙げられていた。5000mではベルギーのガストン・ライフ(Gaston Reiff)、チェコスロバキアのエミール・ザトペックに次ぎ3位となる。
銅メダルを獲得したスライクハイスであったが、それでは満足しなかった。5000mに次いで1500mに出場。レースは5000mよりも惜しいレースであった。スライクハイスはラストスパートをかけるのが遅すぎたため、トップを走っていたスウェーデンの2人に追いつくことができず5000mに次ぐ銅メダルに終わった。それでも彼が出した3分50秒4の記録は彼の持っていたオランダ記録と並ぶものであった。しかしながら、オランダでは、彼の活躍も4つの金メダルを獲得したフランシナ・ブランカース＝クンの前にはかすんでしまった。
スライクハイスは、1950年にブリュッセルで開催されたヨーロッパ選手権の1500mで3分47秒2のタイムで優勝。このころの彼のベストタイムは世界記録から0.8秒差の3分43秒8であった。
スライクハイスは現役中、ヨーロッパだけでなく、ニュージーランドや南アフリカ、アメリカと各地を転戦した。彼はアメリカの室内の競技大会にも参戦。最初のアメリカ人以外の1マイルのチャンピオンに輝いた。
スライクハイスは、1952年ヘルシンキオリンピックに連続出場を果たしたが、満足いく結果を残すことはなかった。その後1954年に、故障が原因で競技から引退した。